# Рукомет на Летњим олимпијским играма 1980.
Рукометни турнир на Летњим олимпијским играма одржаним 1980. године је четврти по реду турнир за мушкарце и други за жене на Олимпијским играма. Турнир је одржан у Дворцу спортова Динамо и Сокољники арени у Москви, Совјетски Савез.

## Освајачи медаља
| Дисциплина |                 |                 |                 |
| Мушкарци   | Источна Немачка | Совјетски Савез | Румунија        |
| Жене       | Совјетски Савез | Југославија     | Источна Немачка |

## Учесници

### Мушкарци
| - Алжир - Данска - Источна Немачка - Југославија - Куба - Кувајт | - Мађарска - Пољска - Румунија - Совјетски Савез - Швајцарска - Шпанија |

### Жене
- Источна Немачка
- Југославија
- Конго
- Мађарска
- Совјетски Савез
- Чехословачка